# Семјуел Алберт Кук
Семјуел Алберт Кук (енгл. Samuel Albert Cook; 1878—1915), био је амерички лекар и хуманиста. Са лекарима америчке мисије Црвеног крста дошао је у Србију, на почетку Првог светског рата.
Др Кук је на почетку рата био стациониран у Паризу, где је упознао Американку Мејбл Грујић, супругу српског дипломате која га је упознала са стањем у Србији. Заједно са својим млађим колегом др Кукингемом је почетком 1915. године стигао у Ваљево, где је вршио вакцинацију српске војске против трбушног тифуса. Када је вакцина била при крају, није хтео себе да заштити од болести у корист војника. Умро је у Ваљеву 28. јануара/10. фебруара 1915. године чекајући нову пошиљку вакцине из Америке, у нади да ће се спасити.
Сахрањен је на гробљу на брду Видрак, где му је Амерички Црвени крст подигао споменик са натписом: „Више пожртвовања не може бити него када човек положи живот за свог пријатеља”.
- Споменик и гроб на брду Видрак
- Споменик и гроб на брду Видрак